# Величенко, Александр Борисович
Величенко Александр Борисович (род. 21 октября 1960, Кривой Рог, Днепропетровская область) — советский и украинский учёный, доктор химических наук (2003), профессор (2005), член-корреспондент НАН Украины (2021), заслуженный деятель науки и техники Украины (2020), лауреат Государственной премии Украины в области науки и техники (2018), заведующий кафедрой физической химии ГВУЗ «Украинский государственный химико-технологический университет» (2013).

### Биография
Родился 21 октября 1960 года в городе Кривой Рог Днепропетровской области.
В 1983 году окончил с отличием химический факультет Днепропетровского государственного университета.
В 1988 году окончил аспирантуру и получил степень кандидата химических наук.
В 1992—1997 годах — избранный учёный секретарь отделения химических технологий Академии инженерных наук Украины.
В 1999 году окончил докторантуру при кафедре физической химии Украинского государственного химико-технологического университета.
В 1983—1985 годах — исследователь лаборатории электроосаждения металлов Днепропетровского химико-технологического института, в 1989—1990 годах — ассистент, в 1991—2002 годах — доцент кафедры физической химии УГХТУ.
В 2003 году защитил диссертацию «Микромодифицированные диоксидно-свинцовые электроды» по специальности «электрохимия» и получил научную степень доктора химических наук.
По приглашению зарубежных университетов часть исследований провёл за границей: в 1997—1998 годах — профессор Университета Барселоны (Испания); в июне-сентябре 1999, июне-августе 2000, октябре 2007, ноябре 2009 года — Университета Феррары (Италия); в 2001 году — Университета штата Вашингтон (США); в феврале 2004 — ноябре 2006 года — Университет имени Пьера и Марии Кюри (Франция).
В октябре 1998 года, по приглашению Университета имени Симона Боливара (Каракас, Венесуэла), провёл 3 семинара по электрохимии для преподавателей и исследователей химического факультета.
В 2003—2012 годах — профессор кафедры физической химии Украинского государственного химико-технологического университета. С 2013 года — заведующий кафедрой физической химии. С 2003 года — член диссертационного совета Д 08.078.01 по специальности «Электрохимия» (02.00.05) с правом принятия к рассмотрению и проведению защиты диссертаций на соискание учёной степени доктора (кандидата) химических наук по этой специальности.
С 22 января 2016 по 20 июня 2019 года — глава секции химии научного совета МОН, с 20 июня 2019 года — заместитель председателя секции.
В 2014—2020 годах — руководитель международных научных проектов.
В 2021 году избран член-корреспондентом Национальной академии наук Украины по отделению химии.

## Научная деятельность
Специалист в области теоретической и технической электрохимии, химического материаловедения, физической и коллоидной химии.
В сферу научного интереса входит управляемый электрохимический синтез наноструктурированных металл-оксидных материалов с прогнозируемыми свойствами; электрохимия оксидных и металл-оксидных материалов; электрокатализ при высоких анодных потенциалах; электросинтез сильных окислителей; разработка электрохимических устройств для применения в ветеринарии, медицине и экологии, проточные электрохимические накопители энергии.
Автор и соавтор более 320 научных публикаций, включая международные журналы с высоким импакт-фактором, 10 патентов и 17 монографий.
При участии разработаны новые анодные материалы с заданными каталитической активностью и селективностью для использования в гальванотехнике и процессах электрохимического разрушения загрязнителей окружающей среды; технологии и оборудование для производства новых ветеринарных препаратов на основе высокочистых и стабильных растворов гипохлорита натрия. Разработаны ветеринарные препараты «Септокс» и «ВетОкс-1000».
Подготовил 8 кандидатов и 2 доктора наук.
Член Американского электрохимического общества (The Electrochemical Society), Международного электрохимического общества (International Society of Electrochemistry), Международного консультативного комитета по свинцовым аккумуляторам (LABAT, Болгария), Совета по проблеме электрохимия НАН Украины, заместитель председателя экспертного совета по вопросам проведения экспертизы диссертации работ МОН Украины по химическим наукам, заместитель председателя экспертной группы по научному направлению «Математические науки и естественные науки» по аттестации заведений высшего образования в части проведения ими научной (научно-технической) деятельности.
Член редакционных коллегий научных журналов Chemistry of Metals and Allows, «Вопросы химии и химической технологии», Journal of Chemistry and Technologies.
Рецензент статей в зарубежных журналах с высоким импакт-фактором: Journal of Solid State Electrochemistry, ECS Journal of Solid State Science and Technology, Journal of Chemical Technology & Biotechnology, Electrocatalysis, Journal of Applied и других.

### Наиболее цитируемые публикации
- Oxygen and ozone evolution at fluoride modified lead dioxide electrodes [Text] / R. Amadelli, L. Armelao, A. B. Velichenko, N. V. Nikolenko, D. V. Girenko, S. V. Kovalyov, F. I. Danilov // Electrochimica Acta, 1999, 45 (4—5), 713—720.
- Electrodeposition of Co-doped lead dioxide and its physicochemical properties [Text] / A. B. Velichenko, R. Amadelli, E. A. Baranova, D. V. Girenko, F. I. Danilov // Journal of Electroanalytical Chemistry, 2002, 527 (1—2), 56—64.
- Electrosynthesis and physicochemical properties of PbO2 films [Text] / A. B. Velichenko, R. Amadelli, A. Benedetti, D. V. Girenko, S. V. Kovalyov, F. I. Danilov // Journal of the Electrochemical Society, 2002, 149 (9), 445—449.
- Electrosynthesis and physicochemical properties of Fe-doped lead dioxide electrocatalysts [Text] / A. B. Velichenko, R. Amadelli, G. L. Zucchini, D. V. Girenko, F. I. Danilov // Electrochimica Acta, 2000, 45 (25—26), 4341—4350.
- Electrodeposition of fluorine-doped lead dioxide [Text] / A. B. Velichenko, D. Devilliers // Journal of fluorine chemistry, 2007, 128 (4), 269—276.
- Electrochemical oxidation of trans-3, 4-dihydroxycinnamic acid at PbO2 electrodes: direct electrolysis and ozone mediated reactions compared [Text] / R. Amadelli, A. De Battisti, D. V. Girenko, S. V. Kovalyov, A. B. Velichenko // Electrochimica Acta, 2000, 46 (2—3), 341—347.
- Influence of the electrode history and effects of the electrolyte composition and temperature on O2 evolution at β-PbO2 anodes in acid media [Text] / R. Amadelli, A. Maldotti, A. Molinari, F. I. Danilov, A. B. Velichenko // Journal of Electroanalytical Chemistry, 2002, 534 (1), 1—12.
- Lead dioxide electrodeposition and its application: influence of fluoride and iron ions [Text] / A. B. Velichenko, D. V. Girenko, S. V. Kovalyov, A. N. Gnatenko, R. Amadelli, … // Journal of Electroanalytical Chemistry, 1998, 454 (1—2), 203—208.
- Mechanism of lead dioxide electrodeposition [Text] / A. B. Velichenko, D. V. Girenko, F. I. Danilov // Journal of Electroanalytical Chemistry, 1996, 6405 (1—2), 127—132.
- Electrodeposition of lead dioxide from methanesulfonate solutions [Text] / A. B. Velichenko, R. Amadelli, E. V. Gruzdeva, T. V. Luk’yanenko, F. I. Danilov // Journal of Power Sources, 2009, 191 (1), 103—110.
- Bi-doped PbO2 anodes: Electrodeposition and physico-chemical properties [Text] / O. Shmychkova, T. Luk’yanenko, A. Velichenko, L. Meda, R. Amadelli // Electrochimica Acta, 2013, 111, 332—338.
- Electro-oxidation of some phenolic compounds by electrogenerated O3 and by direct electrolysis at PbO2 anodes [Text] / R. Amadelli, L. Samiolo, A. De Battisti, A. B. Velichenko // Journal of The Electrochemical Society, 2011, 158 (7), 87—92.
- Composite PbO2-TiO2 materials deposited from colloidal electrolyte: Electrosynthesis, and physicochemical properties [Text] / R. Amadelli, L. Samiolo, A. B. Velichenko, V. A. Knysh, T. V. Luk’yanenko, … // Electrochimica Acta, 2009, 54 (22), 5239—5245.
- Electrooxidation of some phenolic compounds at Bi-doped PbO2 [Text] / O. Shmychkova, T. Luk’yanenko, A. Yakubenko, R. Amadelli, A. Velichenko // Applied Catalysis B: Environmental, 2015, 162, 346—351.

### Монографии
- Очистка стічних вод від фармацевтичних препаратів: монографія в авторській редакції / О. Б. Веліченко, О. Б. Шмичкова, Т. В. Лук’яненко, В. С. Проценко. — Дніпро: Ліра, 2021. — 102 с. ISBN 978-966-981-520-0.
- Електрохімічний синтез високочистих розчинів натрію гіпохлориту: монографія в авторській редакції / Д. Гиренко, Т. Лук’яненко, О. Шмичкова, О. Веліченко. — Дніпро: Ліра, 2021. — 118 с. ISBN 978-966-981-520-0.
- Lead dioxide-surfactant composites: an overview [Text]: monograph / A. Velichenko, T. Luk’yanenko, O. Shmychkova. — Riga: Shcolars’ Press, 2020. — 145 p. (ISBN 978-613-8-93340-3).
- Low concentrated green NaOCl: synthesis, properties, application [Text]: monograph / A. Velichenko, D. Girenko, O. Shmychkova. — Riga: Shcolars’ Press, 2020. — 177 p. (ISBN 978-613-8-93920-7).
- Voltametric behavior of Ti/Pt in low concentrated NaCl solutions [Text]: monograph / A. Velichenko, D. Girenko, P. Demchenko. — Riga: Shcolars’ Press, 2020. — 85 p. (ISBN 978-613-8-93531-5).
- Composition and stability of sodium hypochlorite solutions for medical application [Text] / O. Shmychkova, T. Luk’yanenko, А. Velichenko // Scientists of Europe: monograph / Editor Koenig Lukas. — Viena (Austria): Premier Publishing. 2019. — Chapter. — Р. 965—973. (ISBN 978-3-903197-91-6).
- Електроосадження композиційних матеріалів на основі PbO2 [Текст] / Лук’яненко Т. В., Шмичкова О. Б., Веліченко О. Б. // Монографія в авторській редакції. — Дніпро: ЛІРА, 2019. — 331 с. ISBN 978-966-981-225-4.
- Dimensionally Stable Lead Dioxide Anodes Electrodeposited from Methanesulfonate Electrolytes: Physicochemical Properties and Electrocatalytic Reactivity in Oxygen Transfer Reactions [Text] / O. Shmychkova, T. Luk’yanenko, A. Velichenko // Advanced Coating Materials: Monograph / Editor Liang Li, Qing Yang. — Wiley: Scrivener Publisheng, 2018. — Part 4. — P. 85—122. ISBN 978-1-119-40763-8.
- Electrodeposition of lead(IV) oxide from nitrate solutions [Text]: monograph / А. Velichenko, O. Shmychkova, T. Luk’yanenko — Saarbrücken (Germany): LAP LAMBERT Academic Publishing, 2017. — 152 р. (ISBN 978-3-330-05681-7).
- Electrocatalytic processes on lead dioxide [Text]: monograph / A. Velichenko (ed.), O. Shmychkova, T. Luk’yanenko. — Saarbrücken (Germany): LAP LAMBERT Academic Publishing, 2017. — 145 р. (ISBN 978-620-2-00757-3).
- Composites based on lead dioxide deposited from suspension electrolyte [Text]: monograph / A. Velichenko (Ed.), O. Shmychkova, T. Luk’yanenko. — Saarbrücken (Germany): LAP LAMBERT Academic Publishing, 2017. — 125 р. ISBN 978-620-2-02728-1.
- The influence of various dopants on initial stages of lead dioxide electrocrystallization from nitrate and methanesulfonate electrolytes [Text]: monograph/ T. Luk’yanenko, A. Velichenko, O. Shmychkova // Lead-Acid Batteries LABAT’2017, Albena: LabatScience, 2017. — P. 257—290.

## Награды
- Заслуженный деятель науки и техники Украины (30.09.2020)[14] — за научную работу «Химический дизайн наноструктурированных материалов»[15];
- Государственной премии Украины в области науки и техники (2018) — за соавторство в работе «Химический дизайн наноструктурированных материалов» (08.04.2019)[16];
- Почётная грамота Верховной рады Украины (17.05.2011);
- Почётная грамота Министерства образования и науки Украины (13.05.2010).